# Dorstenia jamaicensis
Dorstenia jamaicensis là một loài thực vật có hoa trong họ Moraceae. Loài này được Britton mô tả khoa học đầu tiên năm 1908.